# Aviosuperficie Pradelle
L'aviosuperficie Pradelle (IATA: nessuno, ICAO: nessuno) è un'aviosuperficie italiana situata a circa 10 km a sud della città di Brescia, nel territorio del comune di Torbole Casaglia.

## Strutture e dati tecnici
L'aviosuperficie è dotata di due piste in erba che si intersecano ortogonalmente; l'altitudine è di 104 m.
La pista principale è lunga 500 m e larga 35 m, l'orientamento della pista è 01/19, circuito normale. La pista secondaria è lunga 350 m e larga circa 30 m con orientamento 08/26 ed è utilizzata solo in caso di emergenza o di forte vento da est/ovest.
L'aviosuperficie è gestita dalla Società Sportiva Dilettantistica Volobrescia S.R.L. ed effettua attività secondo le regole e gli orari VFR.

## Incidenti
- 12 luglio 2006, ~08:00 UTC (~09:00 ora italiana) - Un Tecnam P92 dopo essere decollato verso nord, in direzione Brescia, non riusciva a prendere quota e terminava il proprio volo contro un traliccio dell'alta tensione posto a pochi metri dalla pista. Il pilota, sceso poco prima che il velivolo prendesse fuoco, riportava solamente la rottura di una spalla. Risultavano inoltre tranciati i cavi dell'alta tensione[1].
- 22 giugno 2012, ~16:00 UTC (~18:00 ora italiana) - Un Pro.Mecc Sparviero subito dopo il decollo dall'aviosuperficie entrava in stallo, probabilmente per problemi al motore, ed il pilota veniva costretto ad effettuare un atterraggio di emergenza. L'ultraleggero riportava danni estesi, mentre i due occupanti, avendo riportato contusioni ed ematomi, venivano ricoverati in ospedale[2].
- 10 maggio 2014, ~10:00 UTC (~12:00 ora italiana) - Un Corvus Phantom[3], mentre atterrava sull'aviosuperficie, veniva disallineato rispetto alla pista da una forte raffica di vento. Il pilota procedeva quindi ad effettuare una violenta virata in modo da evitare gli hangar presenti sul sedime, precipitando in un vicino campo. L'aeromobile risultava completamente distrutto ed il pilota veniva ricoverato all’ospedale di Brescia con un grave trauma cranico e fratture a bacino, costole e gambe[4][5].